# Estado-fantoche
Um Estado-fantoche, regime fantoche, governo fantoche ou governo fictício é um estado que é de jure independente, mas de facto completamente dependente de um poder externo e sujeito às suas ordens. Os Estados fantoches têm soberania nominal, excepto que uma potência estrangeira exerce efectivamente o controlo através de apoio econômico ou militar. Ao deixar existir um governo local, o poder externo foge a qualquer responsabilidade, ao mesmo tempo que paralisa com sucesso o governo local que tolera.
Os Estados fantoches diferem dos aliados, que escolhem as suas ações por iniciativa própria ou de acordo com tratados que celebraram voluntariamente. Os Estados fantoches são forçados a endossar legalmente ações já tomadas por uma potência estrangeira.

## Características
Os estados fantoches são "dotados de símbolos externos de autoridade", como nome, bandeira, hino, constituição, códigos legais, lema e governo, mas na realidade são apêndices de outro estado que cria, patrocinadores ou de outra forma controla o governo fantoche. O direito internacional não reconhece os Estados fantoches ocupados como legítimos.
Os estados fantoches podem deixar de ser fantoches através de:
- Derrota militar do estado "mestre" (como na Europa e na Ásia em 1945);
- Absorção pelo Estado mestre (como no início da União Soviética);
- Conquista da independência;

## Terminologia
O termo é uma metáfora que compara um estado ou governo a um fantoche controlado por um marionetista com cordas. O primeiro uso registrado do termo "governo fantoche" foi em 1884, em referência ao Quedivato do Egito.
Na Idade Média, existiam estados vassalos baseados na delegação do governo de um país por um rei a homens nobres de posição inferior. Desde a Paz de Vestfália de 1648, surgiu o conceito de nação onde a  soberania estava mais ligada às pessoas que habitavam a terra do que à nobreza que possuía a terra.
Um conceito semelhante anterior é a suserania, o controle dos assuntos externos de um estado por outro.

## Exemplos do século XIX

### Clientes revolucionários franceses e napoleônicos

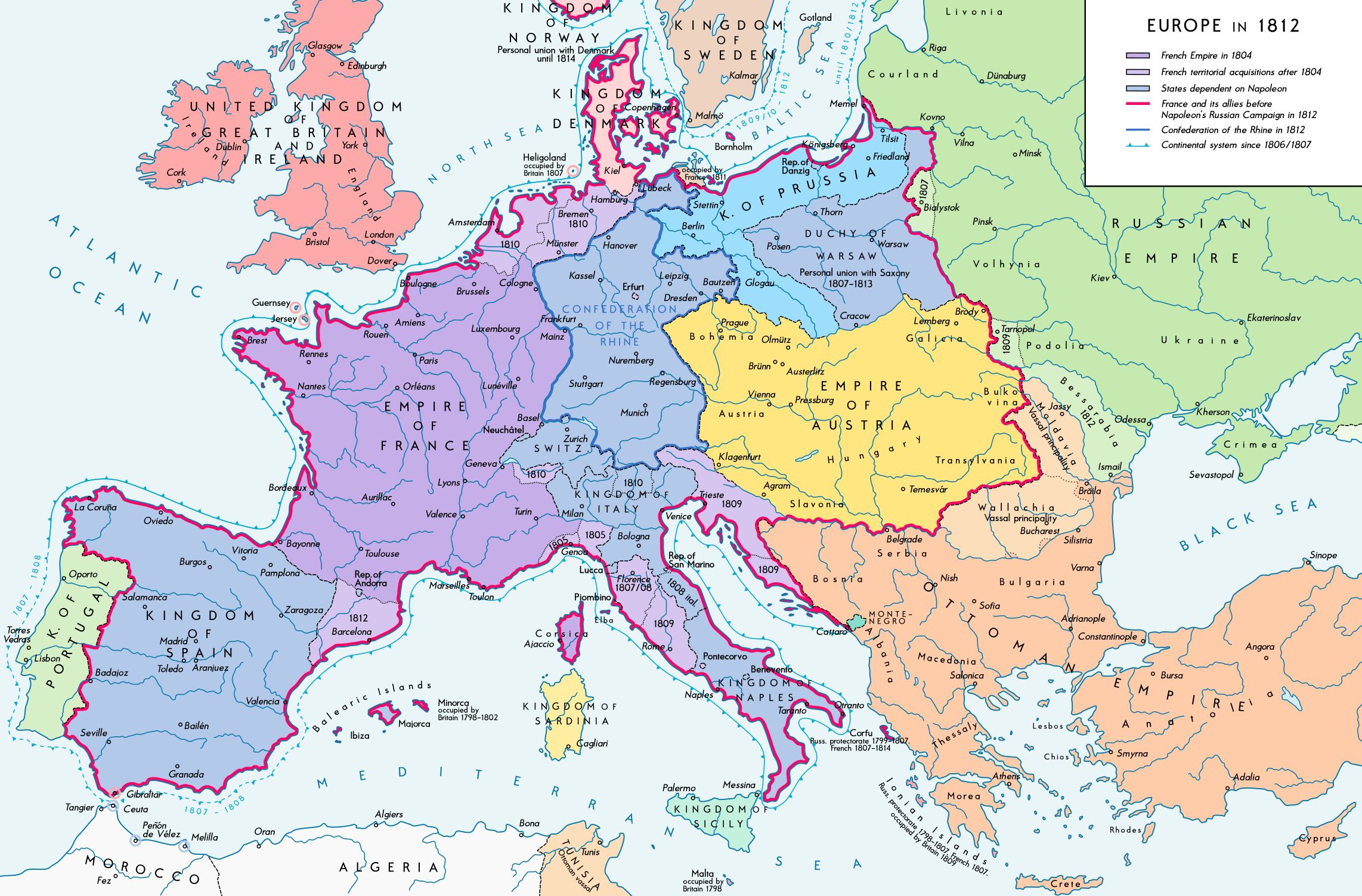
Primeiro Império Francês e estados satélites franceses em 1812

A República Batava foi estabelecida na Holanda sob a proteção revolucionária francesa.
Na Itália, a Primeira República Francesa incentivou a proliferação de pequenas repúblicas no final do século XVIII e início do século XIX (ver também Repúblicas irmãs).
Na Europa Oriental, o Primeiro Império Francês de Napoleão estabeleceu o estado cliente polonês do Ducado de Varsóvia.

### Império Britânico

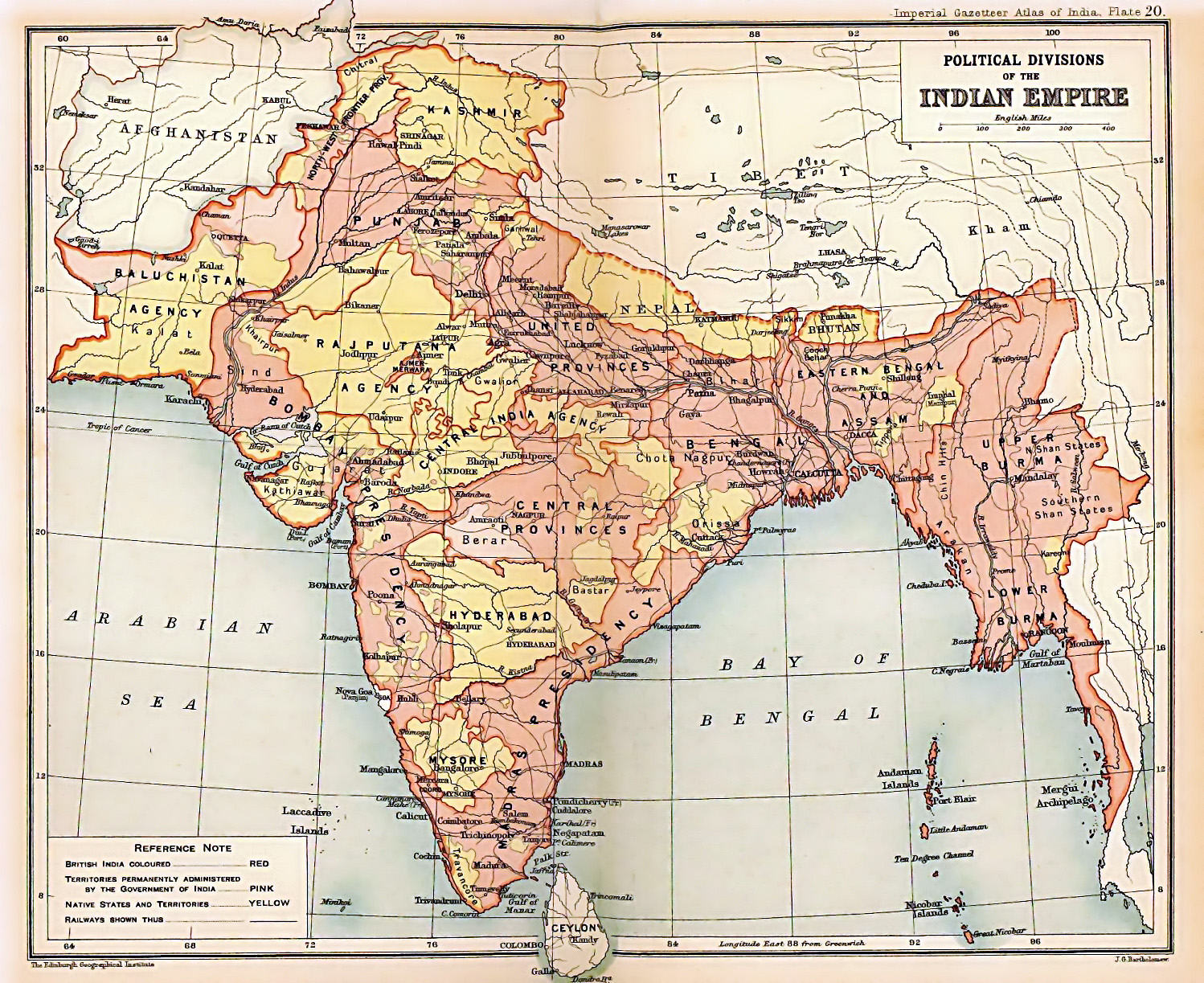
Mapa do Império Indiano Britânico. Os estados principescos estão em amarelo.

Em 1896, a Grã-Bretanha estabeleceu um estado em Zanzibar.

## Exemplos do início do século XX
- Reino da Polônia (1916–1918) – as forças das Potências Centrais ocuparam o Congresso Russo na Polônia em 1915 e em 1916 o Império Alemão e a Áustria-Hungria criaram uma monarquia polaca para explorar os territórios ocupados de uma forma mais fácil e mobilizar os polacos contra os russos (ver Legiões Polacas). Em 1918, o estado tornou-se independente e formou a espinha dorsal da nova Segunda República Polaca, reconhecida internacionalmente.
- Reino da Lituânia – após a derrota da Rússia e as cessões territoriais do Tratado de Brest-Litovsk de 1918, os alemães estabeleceram um reino lituano. No entanto, tornou-se uma república independente com a derrota da Alemanha.
- Ducado da Curlândia e Semigália – em 1915, as forças imperiais alemãs ocuparam o governadorado da Curlândia russa e o Tratado de Brest-Litovsk encerrou a guerra no leste, de modo que os alemães étnicos bálticos locais estabeleceram um Ducado sob a coroa alemã naquela parte de Ober Ost, com um retorno comum de administração civil em favor dos militares. Este estado foi rapidamente fundido com o Ducado do Estado Báltico e os territórios ocupados pelos alemães do Império Russo na Livônia e na Estônia, em um Ducado Báltico Unido multiétnico.
- Governo Nacional Provisório do Sudoeste do Cáucaso e  Governo Provisório da Trácia Ocidental foram repúblicas provisórias estabelecidas pelas minorias turcas da Trácia e do Cáucaso depois que o Império Otomano perdeu suas terras nessas regiões. Ambos foram produtos da agência de Inteligência Otomana, Teşkilat-ı Mahsusa, em termos de estrutura organizacional e organizadores, e tinham características notavelmente comuns.[10]
- República Socialista Soviética de Donetsk-Krivoi Rog – O estado, controlado remotamente pela República Soviética Russa,[11] foi fundada pelo amigo próximo de Stalin, Fedir Sergeev.[12] Mas a DKRR não era apreciada por Lenin. A capital da república logo foi novamente derrubada pelos alemães e, depois que o Exército Vermelho Soviético recuperou o controle do território, o país foi dissolvido a pedido de Lenin.
- República da Lituânia Central (1920–1922) dependente e totalmente incorporada pela Segunda República Polonesa em 1922.

## Exemplos da Segunda Guerra Mundial

### Japão Imperial
Durante o período imperial do Japão, e particularmente durante a Guerra do Pacífico (partes da qual são consideradas o teatro do Pacífico da Segunda Guerra Mundial), o regime imperial japonês estabeleceu vários estados dependentes.

#### Estados nominalmente soberanos

Localização de Manchukuo (vermelho) na Esfera de Coprosperidade da Grande Ásia Oriental

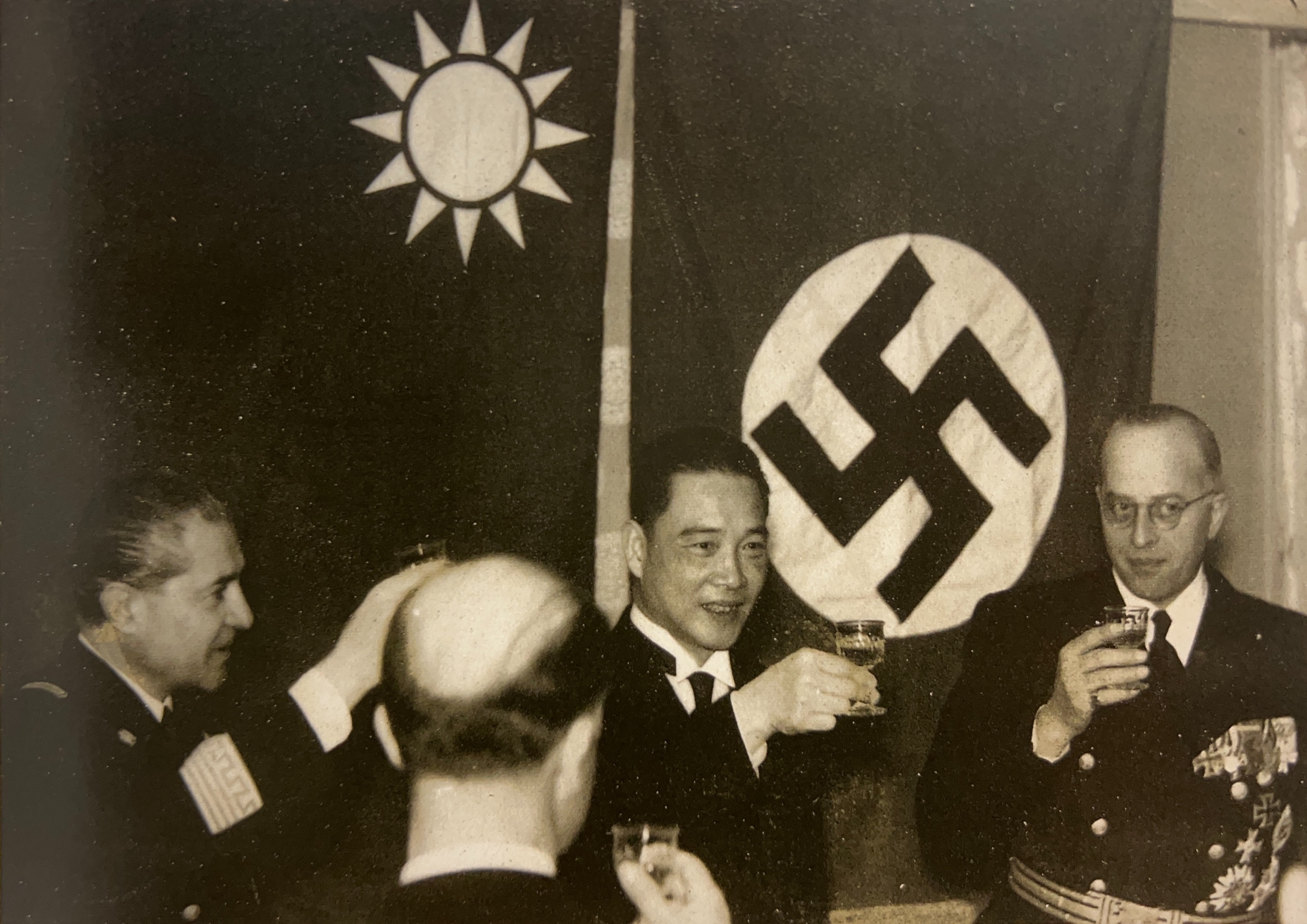
Wang Jingwei recebendo diplomatas alemães enquanto chefe de estado em 1941

- Manchukuo (1932–1945), estabelecido na Manchúria sob a liderança do último imperador chinês, Puyi.[13]
- Governo Autônomo do Norte de Shanxi (1937-1939), foi formado no norte de Shanxi com capital em Datong em 15 de outubro de 1937. O estado foi então fundido em Menjiang junto com o Governo Autônomo de Chahar do Sul e o Governo Autônomo Unido Mongol.
- Governo Autônomo de Chahar do Sul (1937-1939), foi formada em Chahar do Sul com capital em Kalgan (atual Zhangjiakou) em 4 de setembro de 1937. O estado foi fundido com o Governo Autônomo do Norte de Shanxi, bem como com o Governo Autônomo Unido Mongol para criar Mengjiang.
- Governo Militar Mongol (1936-1937) bem como o Governo Autônomo Unido Mongol (1937-1939) foram estabelecidos na Mongólia Interior como estados fantoches com colaboradores locais. Este estado formou a grande base do que viria a ser Mengjiang.
- Mengjiang, estabelecido na Mongólia Interior em 12 de maio de 1936, quando o Governo Militar Mongol (蒙古軍政府) foi renomeado em outubro de 1937 como Governo Autônomo Unido Mongol (蒙古聯盟自治政府). Em 1º de setembro de 1939, os governos predominantemente chineses Han do Governo Autônomo de Chahar do Sul e do Governo Autônomo de Shanxi do Norte foram fundidos com o Governo Autônomo Mongol, criando o novo Governo Autônomo Unido de Mengjiang (蒙疆聯合自治政府). Todos estes foram liderados por De Wang.[14]
- Governo Autônomo de Hebei Oriental – um estado no nordeste da China entre 1935 e 1938.
- Governo da Grande Via Municipal de Xangai – um regime de curta duração baseado em Xangai. Este governo provisório foi estabelecido como um estado de colaboração preliminar quando os japoneses assumiram o controle de toda Xangai e avançaram em direção a Nanquim. Este foi então fundido com o Governo Reformado da China, bem como com o Governo Provisório da China, no Governo Nacionalista Reorganizado da República da China, sob a liderança do Presidente Wang Jingwei.
- Governo Reformado da República da China – primeiro regime estabelecido em Nanquim após a Batalha de Nanquim. Mais tarde fundido no Governo Provisório da China.
- Governo Provisório da República da China (14 de dezembro de 1937 – 30 de março de 1940) – Incorporado ao Governo Nacionalista de Nanquim em 30 de março de 1940.[15]
- Governo Nacional Reorganizado da República da China (30 de março de 1940 – 1945) – Estabelecido em Nanquim sob a liderança de Wang Jingwei.[16]
- Estado da Birmânia (Birmânia, 1942–1945) – Chefe de Estado: Ba Maw.
- Segunda República das Filipinas (1943–1945) – governo chefiado por José P. Laurel como Presidente.
- Governo Provisório da Índia Livre (1943–1945) - fundado em Singapura em outubro de 1943 por Subhas Chandra Bose e era responsável pelos expatriados indianos e militares no Sudeste Asiático japonês. O governo foi estabelecido com o controle prospectivo do território indiano para cair na ofensiva à Índia. Do território da Índia pós-independência, o governo assumiu o comando de Kohima (depois de ter caído sob a ofensiva japonesa-INA), partes de Manipur que caíram nas mãos do 15º Exército Japonês e do INA, e das Ilhas Andamão e Nicobar.
- Império do Vietnã (Vietnamita: Đế quốc Việt Nam, Hán tự: 帝國越南) (Março-Agosto de 1945) – Regime do imperador Bảo Đại com Trần Trọng Kim como primeiro-ministro após proclamar a independência da França.
- Reino do Kampuchea (Camboja, Março-Agosto de 1945) – Regime do rei Norodom Sihanouk com Son Ngoc Thanh como primeiro-ministro após proclamar a independência da França.
- Reino do Laos – Regime do rei Sisavang Vong 1904-1959 após proclamar a independência da França.

### Alemanha Nazista e Itália Fascista

Europa ocupada pelos alemães no auge das conquistas do Eixo em 1942

Vários governos europeus sob o domínio da Alemanha e da Itália durante a Segunda Guerra Mundial foram descritos como "regimes fantoches". Os meios formais de controlo na Europa ocupada variaram muito. Esses estados se enquadram em várias categorias.

#### Estados existentes em aliança com Alemanha e Itália
Governo de Unidade Nacional da Hungria (1944–1945) – O regime pró-nazista do primeiro-ministro Ferenc Szálasi, apoiado pelo Partido da Cruz Flechada, era um regime fantoche alemão.O partido era fascista pró-alemão e antissemita. Szálasi foi instalado pelos alemães depois que Hitler lançou a Operação Panzerfaust e fez com que o regente húngaro, almirante Miklós Horthy, fosse removido e colocado em prisão domiciliar. Horthy foi forçado a abdicar em favor de Szálasi. Szálasi continuou lutando mesmo depois da queda de Budapeste e da Hungria ter sido completamente invadida.

#### Estados existentes sob domínio alemão ou italiano
- Albânia sob a Alemanha Nazista (1943–1944) –O Reino da Albânia era um protetorado italiano e um regime fantoche. A Itália invadiu a Albânia em 1939 e pôs fim ao governo do Rei Zog I. O Rei Vítor Emanuel III da Itália adicionou Rei da Albânia aos seus títulos e Zog foi exilado. O rei Vítor Emanuel e Shefqet Bej Verlaci, primeiro-ministro albanês e chefe de Estado, controlavam o protetorado italiano. Shefqet Bej Verlaci foi substituído como primeiro-ministro e chefe de Estado por Mustafa Merlika Kruja em 3 de dezembro de 1941. Os alemães ocuparam a Albânia quando a Itália abandonou a guerra em 1943 e Ibrahim Bej Biçaku, Mehdi Bej Frashëri e Rexhep Bej Mitrovica tornaram-se sucessivos primeiros-ministros sob os nazistas.
- França de Vichy (1940–1942/4) – O regime francês de Vichy, de Philippe Pétain, teve autonomia limitada de 1940 a 1942 e dependeu fortemente da Alemanha. O governo de Vichy controlava muitas das colônias francesas e a parte desocupada da França e gozava de reconhecimento internacional. Em 1942, os alemães ocuparam a parte da França administrada pelo governo de Vichy na Operação Anton e instalaram uma nova liderança sob Pierre Laval, acabando com grande parte da legitimidade internacional de Vichy.
- Mônaco (1942–1944) –Em 1943, o exército italiano invadiu e ocupou Mônaco, estabelecendo uma administração fascista. Pouco tempo depois, após o colapso de Mussolini em Itália, o exército alemão ocupou o Mônaco e começou a deportar a população judaica. Entre eles estava René Blum, fundador do Ballet de l'Opera de Mônaco, que morreu em um campo de extermínio nazista.

#### Novos estados formados para refletir as aspirações nacionais
- República Eslovaca sob o Partido Popular Eslovaco (1939–1945) – A República Eslovaca era um estado cliente alemão. O Partido Popular Eslovaco foi um movimento nacionalista clerofascista associado à Igreja Católica Romana. Monsenhor Jozef Tiso tornou-se presidente de uma Eslováquia nominalmente independente.
- Estado Independente da Croácia (1941–1945) – O Estado Independente da Croácia (Nezavisna Država Hrvatska ou NDH) foi um regime fantoche alemão e italiano. No papel, o NDH era um reino sob o rei Tomislav II (Aimone, Duque de Spoleto) da Casa de Saboia,[17] mas Tomislav II foi apenas uma figura de proa na Croácia que nunca exerceu qualquer poder real, com Ante Pavelić um líder um tanto independente ("Poglavnik"), embora permanecesse obediente a Roma e Berlim.

#### Estados e governos sob controle da Alemanha e da Itália
- Estado Helênico (1941–1944) – A administração do Estado Helênico de Georgios Tsolakoglou, Konstantinos Logothetopoulos e Ioannis Rallis era um governo fantoche "colaboracionista"[18] durante a Ocupação da Grécia pelas potências do Eixo. A Alemanha, a Itália e a Bulgária ocuparam diferentes partes da Grécia em momentos diferentes durante estes regimes.
- Governo de Salvação Nacional da Sérvia (1941–1944) – O governo do General Milan Nedić e às vezes conhecido como Sérvia de Nedić era um regime fantoche alemão operando no Território do Comandante Militar na Sérvia[19] durante a ocupação do Eixo na Sérvia.
- República de Lokot, Rússia (1941–1943) – A República de Lokot sob Konstantin Voskoboinik e Bronislaw Kaminski era uma região semiautônoma na Rússia ocupada pelos nazistas sob uma administração colaboracionista. A república cobria a área de vários raions dos Oblasts de Oryol e Kursk. Estava diretamente associado ao "Exército Popular de Libertação da Rússia" (Russkaya Osvoboditelnaya Narodnaya Armiya ou RONA), conhecido como Brigada Kaminski.
- Governo Nacional Norueguês de Quisling (1942–1945) – A ocupação da Noruega pela Alemanha Nazista começou com toda a autoridade detida pelo Comissário do Reich Alemão (Reichskommissar) Josef Terboven, que a exerceu através do Reichskommissariat Norwegen. O fascista pró-alemão norueguês Vidkun Quisling tentou um golpe de estado contra o governo norueguês durante a invasão alemã em 9 de abril de 1940, mas não foi nomeado pelos alemães para chefiar outro governo nativo até 1 de fevereiro de 1942.
- Estado Independente da Croácia (1941–1945) – Formado após a invasão da Iugoslávia, o Estado Independente da Croácia foi liderado pelo líder fascista croata Ante Pavelić. Controlava toda ou a maior parte da Croácia, Bósnia e Herzegovina, partes da Sérvia e partes da Eslovênia. O governo contou com o apoio alemão durante grande parte de sua existência.
- República Zuyev (1941–1944) era uma região autônoma na Bielorrússia ocupada pelos nazistas.

#### República Social Italiana
República Social Italiana (1943–1945,conhecida também como República de Salò) – O general Pietro Badoglio e o rei Vítor Emanuel III retiraram a Itália das Potências do Eixo e transferiram o governo para o sul da Itália, já conquistado pelos Aliados. Em resposta, os alemães ocuparam o norte da Itália e fundaram a República Social Italiana (Repubblica Sociale Italiana ou RSI) com o ditador italiano Benito Mussolini como seu “Chefe de Estado” e “Ministro dos Negócios Estrangeiros”. Embora o governo do RSI tivesse algumas características de um Estado independente, era completamente dependente, tanto económica como politicamente, da Alemanha.

## Exemplos britânicos durante e após a Segunda Guerra Mundial
A procura de petróleo do Eixo e a preocupação dos Aliados de que a Alemanha recorresse ao Médio Oriente, rico em petróleo, em busca de uma solução, causou a invasão do Iraque pelo Reino Unido e a invasão do Irão pelo Reino Unido e pela União Soviética. Os governos pró-Eixo no Iraque e no Irão foram removidos e substituídos por governos dominados pelos Aliados.
- Reino do Iraque (1941–1947) – O Iraque era importante para o Reino Unido devido à sua posição na rota para a Índia. O Iraque também poderia fornecer reservas estratégicas de petróleo. Mas devido à fraqueza do Reino Unido no início da guerra, o Iraque afastou-se da Aliança Anglo-Iraquiana pré-guerra. Em 1º de abril de 1941, a monarquia Haxemita no Iraque foi derrubada por um golpe de estado pró-alemão sob o comando de Rashid Ali. O regime de Rashid Ali iniciou negociações com as potências do Eixo e a ajuda militar foi rapidamente enviada para Mossul através da Síria controlada pelos franceses de Vichy. Os alemães forneceram um esquadrão de caças bimotores e um esquadrão de bombardeiros médios. Os italianos forneceram um esquadrão de caças biplanos. Em meados de abril de 1941, uma brigada da 10ª Divisão de Infantaria Indiana desembarcou em Basra (Operação Sabine). Em 30 de abril, as forças britânicas na RAF Habbaniya foram sitiadas por uma força iraquiana numericamente inferior. Em 2 de maio, os britânicos lançaram ataques aéreos preventivos contra os iraquianos e a Guerra Anglo-Iraquiana começou. No final de Maio, o cerco à RAF Habbaniya foi levantado, Faluja foi tomada, Bagdad foi cercada por forças britânicas e o governo pró-alemão de Rashid Ali entrou em colapso. Rashid Ali e os seus apoiantes fugiram do país. A monarquia Hachemita (Rei Faiçal II e Primeiro-ministro Nuri al-Said) foi restaurada e declarou guerra às potências do Eixo em janeiro de 1942. As forças britânicas e da Commonwealth permaneceram no Iraque até 26 de outubro de 1947.[20]
- Estado Imperial do Irã (1941–1943) – Os trabalhadores alemães no Irã fizeram com que o Reino Unido e a União Soviética questionassem a neutralidade do Irão. Além disso, a posição geográfica do Irão era importante para os Aliados. Assim, em agosto de 1941, foi lançada a invasão anglo-soviética do Irã (Operação Facenance). Em setembro de 1941, Reza Shah Pahlavi foi forçado a abdicar do trono e foi para o exílio. Ele foi substituído por seu filho Mohammad Reza Pahlavi. Mohammad Reza Pahlavi estava disposto a declarar guerra às potências do Eixo. Em Janeiro de 1942, o Reino Unido e a União Soviética concordaram em pôr fim à ocupação do Irã seis meses após o fim da guerra.

## Exemplos soviéticos depois de 1939

### Estados fantoches posteriormente absorvidos pela URSS

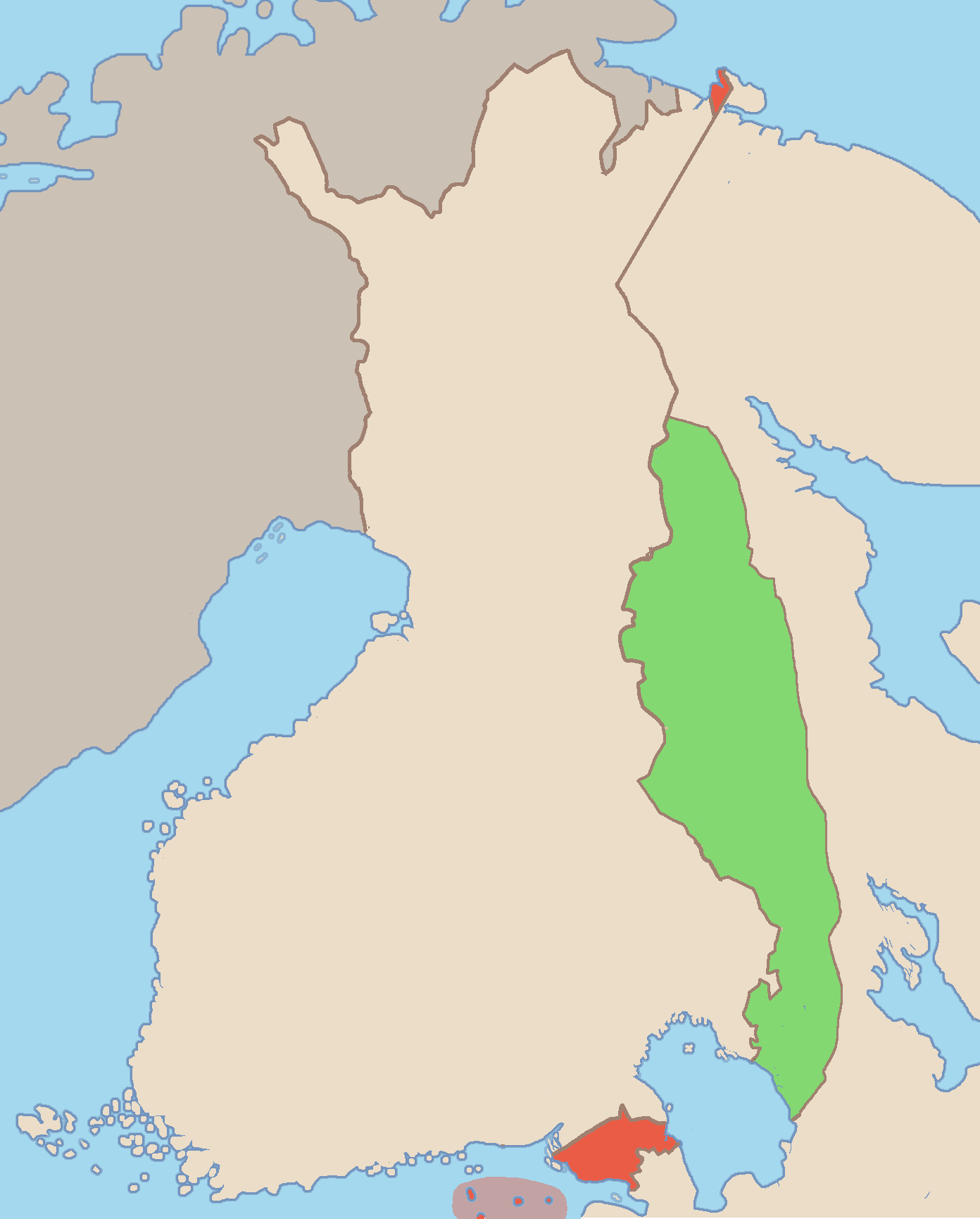
Mapa da República Democrática Finlandesa (1939–40), um estado fantoche da União Soviética de curta duração. Verde indica a área que a União Soviética planejou ceder à República Democrática Finlandesa e vermelho as áreas cedidas pela Finlândia Democrática à União Soviética.

- República Popular de Tuva, também conhecida como Tannu Tuva (1921–1944) alcançou a independência da China por meio de revoluções nacionalistas locais apenas para ficar sob o domínio da União Soviética na década de 1920. Em 1944, Tannu Tuva foi absorvido pela União Soviética.
- República Democrática da Finlândia (1939–1940) – A República Democrática Finlandesa (Suomen Kansanvaltainen Tasavalta) foi uma república de curta duração nas partes da Finlândia que foram ocupadas pela União Soviética durante a Guerra de Inverno. A República Democrática Finlandesa também era conhecida como "Governo Terijoki" (Terijoen hallitus) porque Terijoki foi a primeira cidade capturada pelos soviéticos. A República Democrática Finlandesa pretendia governar a Finlândia após a conquista soviética.[21][22]
- Governo Popular do Azerbaijão (1940–1946) – Um estado de curta duração no Azerbaijão Iraniano depois da Segunda Guerra Mundial.[23]
- República Socialista Soviética da Letônia (1940) – Em Junho de 1940, a República da Letônia foi ocupada pela URSS e em Julho um governo proclamou o poder soviético.[24] Em agosto de 1940, a Letônia foi anexada ilegalmente pela URSS.[25]
- República Socialista Soviética da Lituânia (1940) – Em Junho de 1940, a República da Lituânia foi ocupada pela URSS e em Julho um governo proclamou o poder soviético.[24] Em agosto de 1940, a Lituânia foi ilegalmente anexada pela URSS.[25]
- República Socialista Soviética da Estônia (1940) –Em Junho de 1940, a República da Estônia foi ocupada pela URSS e em Julho um governo proclamou o poder soviético..[24][26] Em agosto de 1940, a Estônia foi anexada ilegalmente pela URSS.[25]

### Satélites soviéticos na Europa
À medida que as forças soviéticas prevaleciam sobre o exército alemão na Frente Oriental durante a Segunda Guerra Mundial, a União Soviética apoiou a criação de governos comunistas em toda a Europa Oriental. Especificamente, as Repúblicas Populares da Polônia, Romônia, Tchecoslováquia, Bulgária, Hungria e Albânia foram dominadas pela União Soviética. Embora todas estas Repúblicas Populares não tenham assumido "oficialmente" o poder até ao fim da Segunda Guerra Mundial, todas elas têm raízes em governos pró-comunistas em tempos de guerra.
- República Popular da Polônia (1947–1989) – Os governos de guerra sob o Comitê Polaco de Libertação Nacional, o Governo Provisório da República da Polônia e o Governo Provisório de Unidade Nacional.
- República Socialista da Romênia (1947–1968) –O governo da Frente Nacional (FND) em tempos de guerra, sob o comando do primeiro-ministro Petru Groza. O FND foi liderado pelo Partido Comunista Romeno (PCR). A Romênia recusou-se a participar na invasão da Checoslováquia em 1968 e, desde então, tem negociado e mantido uma relação mais calorosa com o mundo ocidental, resultando na perda do controlo da União Soviética sobre a Roménia como um Estado fantoche. Isto tem sido chamado de dessatelarização da Romênia comunista.
- República Socialista da Tchecoslováquia (1948–1990) – O governo pró-comunista do tempo de guerra, Frente Nacional.
- República Popular da Bulgária (1946–1990) – O governo pró-comunista da Frente Pátria durante a guerra, liderado por Kimon Georgiev (Zveno).
- República Popular da Hungria (1949–1989) – O governo do primeiro-ministro Béla Miklós durante a guerra.

### Estados fantoches soviéticos na Ásia Central
- República de Mahabad (22 de janeiro de 1946 - 15 de janeiro de 1947), oficialmente conhecida como República do Curdistão e estabelecida em várias províncias do noroeste do Irã, ou o que é conhecido como Curdistão iraniano, foi uma república de curta duração que buscou a autonomia curda dentro dos limites do Irã. estado. O Irão retomou o controlo em Dezembro e os líderes do Estado foram executados em Março de 1947 em Mahabad.
- República Democrática do Afeganistão (1978–1991)

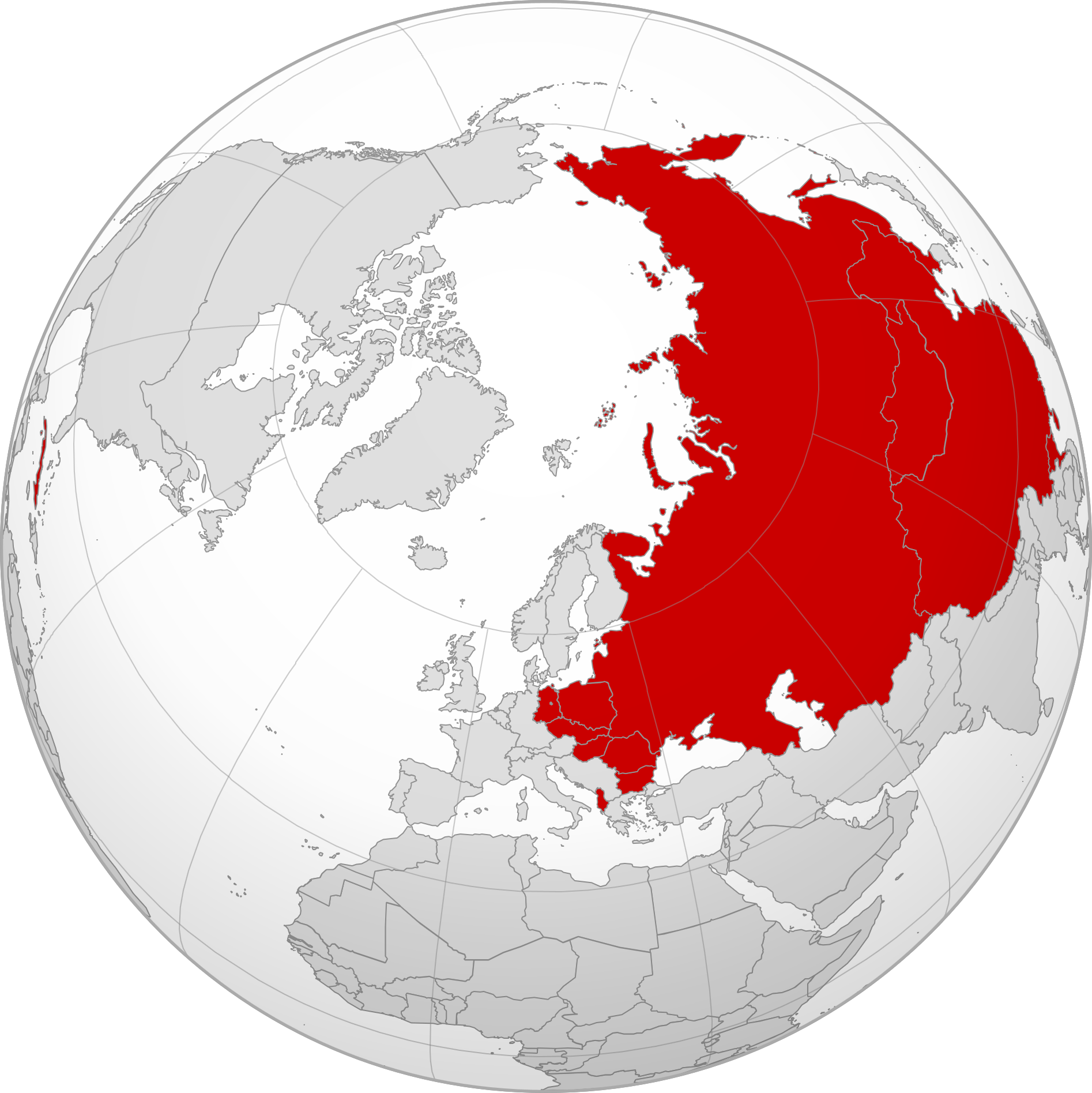
A maior extensão do território que a União Soviética dominou política, económica e militarmente a partir de 1959-1960, após a Revolução Cubana, mas antes da ruptura sino-soviética oficial de 1961 (área total: cerca de 34,375,000 km^{2})

### Outros estados sob influência soviética
A Iugoslávia era um estado comunista intimamente ligado à União Soviética, mas a Iugoslávia manteve a autonomia dentro de suas próprias fronteiras. Após a divisão Tito-Stalin em 1948, a relação entre os dois países deteriorou-se significativamente. A Iugoslávia foi expulsa das organizações internacionais do Bloco Oriental . Após a morte de Estaline e um período de desestalinização por parte de Khrushchev, a paz foi restaurada, mas a relação entre os dois países nunca foi completamente reparada. A Iugoslávia continuou a seguir políticas independentes e tornou-se o membro fundador do Movimento dos Não-Alinhados . </link>
A União Soviética continuou a exercer alguma influência sobre a República Popular da China antes da divisão sino-soviética em 1961. Alguns outros países que já foram governos fantoches soviéticos incluem a Mongólia, a Coreia do Norte, o Vietname do Norte, o Vietname reunificado e Cuba, todos os quais tinham uma dependência substancial da economia, das forças armadas, da ciência e da tecnologia soviéticas. Após a dissolução da União Soviética em 1991, a maioria dos seus antigos satélites avançou para a democratização. Apenas a China, Cuba, Laos e Vietname permanecem Estados comunistas de partido único.
Em 1992, todas as referências ao marxismo-leninismo na constituição da Coreia do Norte foram retiradas pela Assembleia Popular Suprema e substituídas por Juche . Em 2009, a constituição foi discretamente alterada para não só remover todas as referências marxistas-leninistas do primeiro projecto, mas também eliminar todas as referências ao comunismo.

## Exemplos antes e durante a descolonização
Em alguns casos, o processo de descolonização foi gerido pelo poder descolonizador para criar uma neo-colônia, que é um estado nominalmente independente, cuja economia e política permitem a continuação da dominação estrangeira. As neocolônias normalmente não são consideradas estados fantoches.

### Índias Orientais Holandesas
A Holanda formou vários estados fantoches nas antigas Índias Orientais Holandesas como parte do seu esforço para reprimir a Revolução Nacional Indonésia.
- Estado da Indonésia Oriental
- Estado de Java Oriental
- Estado de Sumatra Oriental
- Estado de Madura
- Estado de Pasundan
- Estado de Sumatra do Sul
- Região de Banjar
- Ilha Bangka
- Bilitom
- Java Central
- Calimantã Oriental
- Grande Dayak
- Federação Sudeste de Bornéu
- Sultanato de Pontianak

### Crise do Congo
Após a independência do Congo Belga como Congo-Leopoldville em 1960, os interesses belgas apoiaram o estado separatista de Catanga (1960-1963), de curta duração.

### Timor-Leste
A Indonésia estabeleceu um Governo Provisório de Timor Leste após a invasão de Timor-Leste em dezembro de 1975.

### Bantustões da África do Sul

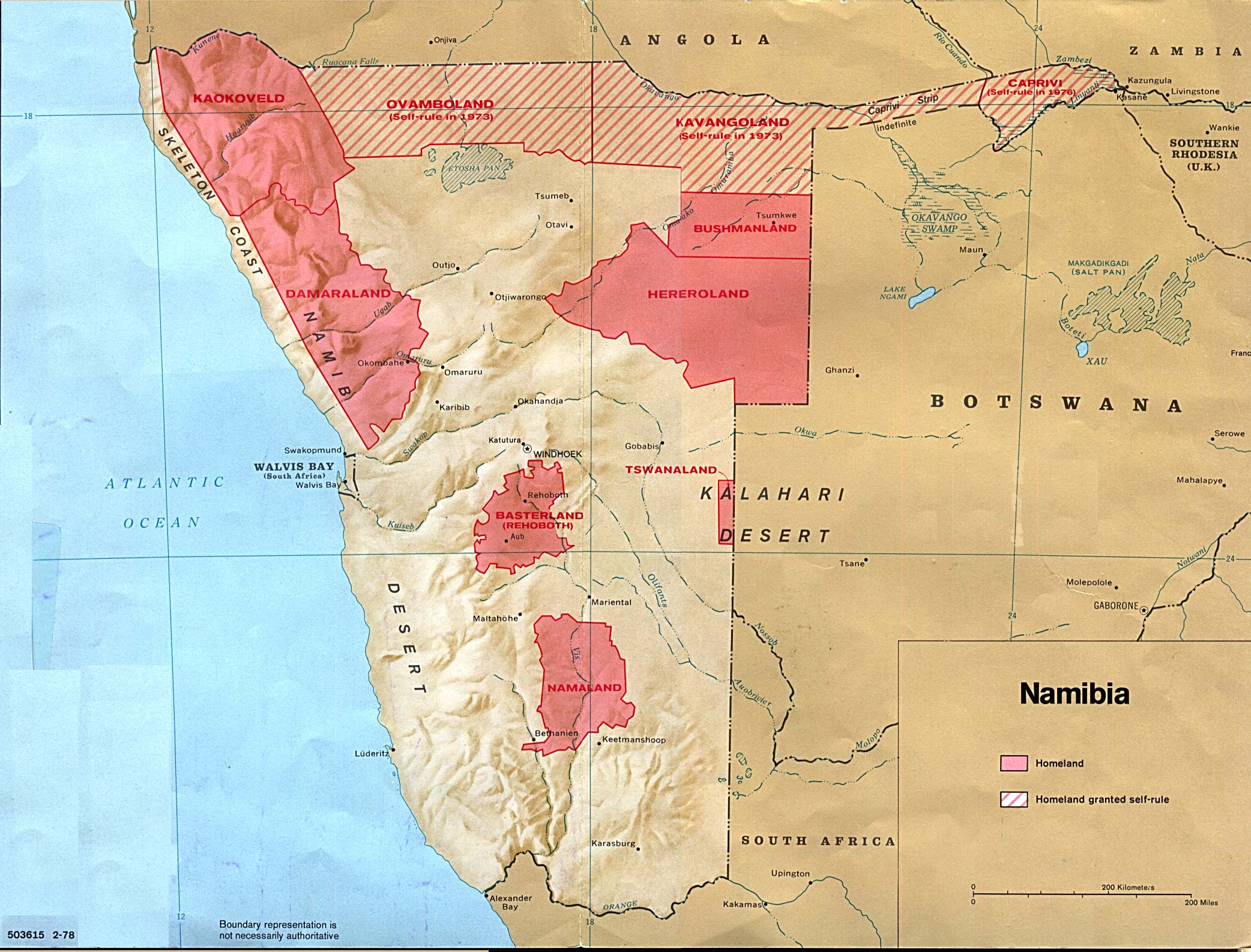
Mapa dos bantustões no Sudoeste da África (atual Namíbia) em 1978

Durante as décadas de 1970 e 1980, quatro bantustões étnicos - alguns dos quais extremamente fragmentados - chamados de "pátrias" pelo governo da época, foram separados da África do Sul e receberam soberania nominal. Principalmente o povo Xossa que residia em Ciskei e Transquei, o povo Tsuana em Boputatsuana e o povo Venda na República Venda.
O principal objetivo destes estados era retirar a cidadania sul-africana aos povos Xossa, Tsuana e Venda, e assim fornecer motivos para negar-lhes os seus direitos democráticos. Todos os quatro bantustões foram reincorporados numa África do Sul democrática em 27 de Abril de 1994, ao abrigo de uma nova constituição.
As autoridades sul-africanas estabeleceram dez bantustões no Sudoeste Africano (atual Namíbia), então ocupado ilegalmente pela África do Sul, no final da década de 1960 e início da década de 1970, de acordo com a Comissão Odendaal. Três deles receberam autogoverno. Estes bantustões foram substituídos por governos separados baseados em etnias em 1980.

## Exemplos após a Guerra Fria

### República do Kuwait
A República do Kuwait foi um estado pró-iraquiano de curta duração no Golfo Pérsico que existiu apenas três semanas antes de ser anexado pelo Iraque em 1990.

### República Sérvia de Krajina
A República Sérvia de Krajina foi um território autoproclamado de limpeza étnica pelas forças sérvias durante a Guerra da Croácia (1991–95). Esse regime era completamente dependente do regime sérvio de Slobodan Milošević, e não era reconhecido internacionalmente.

## Exemplos recentes e atuais

### Armênia
Artsaque – Um estado autodeclarado independente, fortemente povoado por arménios, é reconhecido internacionalmente como parte do Azerbaijão. As forças de manutenção da paz russas controlam o corredor de Lachin que permite ao tráfego chegar à Armênia, da qual dependia fortemente. Artsaque entrou em colapso depois que o Azerbaijão o retomou no final de setembro e início de outubro de 2023 e foi dissolvido em 1º de janeiro de 2024.

### China
Estado de Wa – O Estado de Wa independente de facto em Myanmar é considerado um estado-fantoche ligado à China.

### Federação Russa

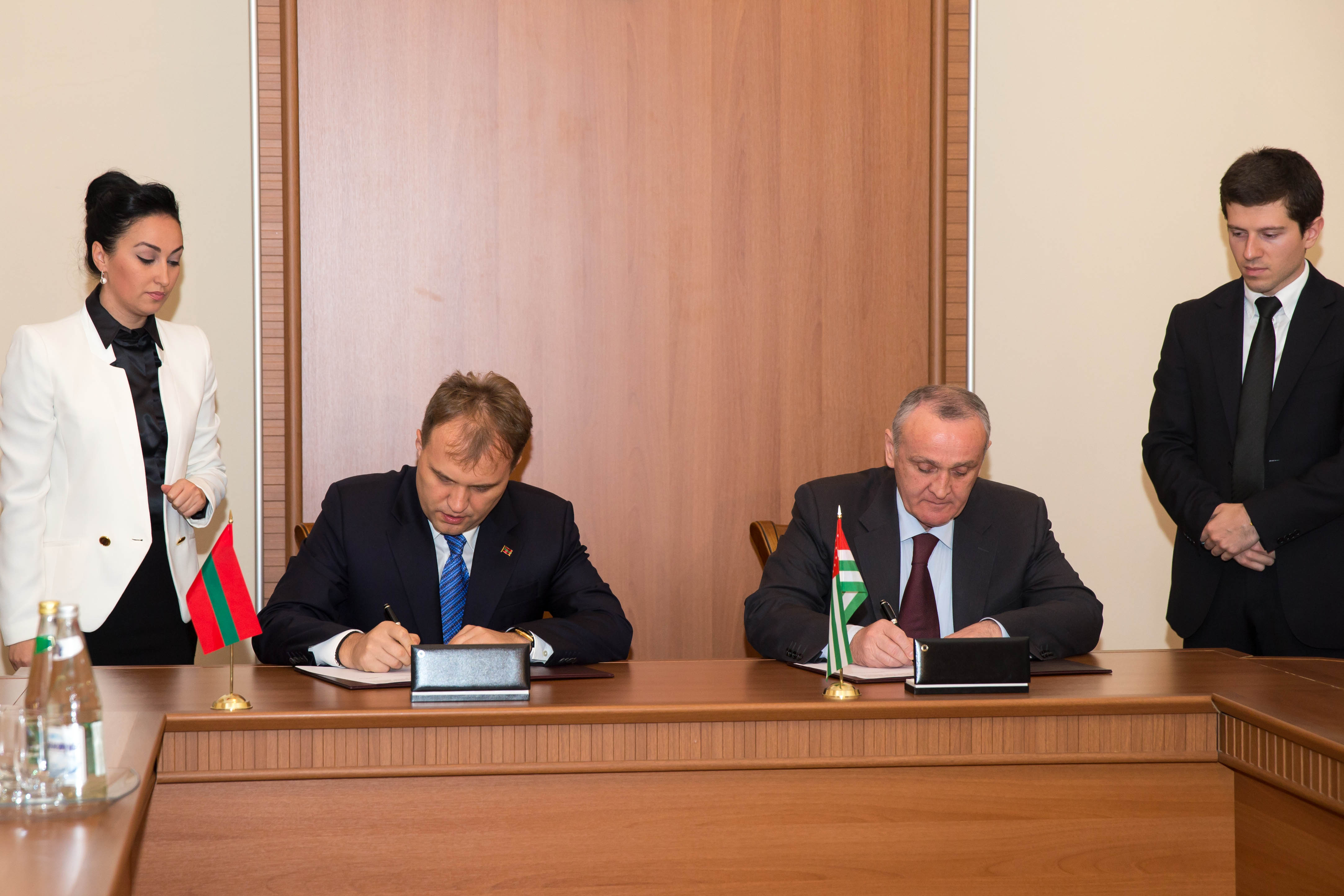
O presidente da Abecásia, Alexander Ankvab, com o presidente da Transnístria, Yevgeny Shevchuk, em 2013. Tanto a Abecásia como a Transnístria foram descritas como estados fantoches da Rússia.

- Abecásia é considerado um estado-fantoche que depende da Rússia.[41][42] A economia da Abecásia está fortemente integrada com a Rússia e usa o rublo russo como moeda. Cerca de metade do orçamento de estado da Abkhazia é financiado com dinheiro de ajuda da Rússia.[43] A maioria dos abecazianos tem passaporte russo.[44] A Rússia mantém uma força de 3.500 homens na Abecásia , com sede em Gudauta, uma antiga base militar soviética na costa do Mar Negro.[45] e as fronteiras da República da Abecásia são protegidas por pára-quedistas russos.[46]
- Ossétia do Sul declarou independência, mas a sua capacidade de manter a independência baseia-se exclusivamente nas tropas russas destacadas no seu território. Como a Ossétia do Sul está encravada entre a Rússia e a Geórgia, da qual se separou, tem de contar com a Rússia para apoio económico e logístico, uma vez que todas as suas exportações e importações e o tráfego aéreo e rodoviário são apenas com a Rússia. O ex-presidente da Ossétia do Sul, Eduard Kokoity, afirmou que gostaria que a Ossétia do Sul eventualmente se tornasse parte da Federação Russa através da reunificação com a Ossétia do Norte.[47]
- A  República Popular de Donetsk e a  República Popular de Lugansk eram repúblicas autoproclamadas no leste da Ucrânia consideradas estados fantoches da Rússia.[48][49] Rússia anexou a DPR e a LPR em 30 de setembro de 2022, na sequência do Invasão da Ucrânia pela Rússia.
- Transnístria é considerado um estado fantoche apoiado pela Rússia.[50][51][52][53]

## Exemplos disputados

### No Iêmen

Mapa do controle territorial no Iêmen

#### Irã
- Iêmen – O governo Houthi é considerado por alguns como um estado fantoche que é apoiado pelo Irã.[54] Esta classificação é contestada, no entanto.[55]

#### Arábia Saudita
- Iêmen – O governo Alimi é por vezes considerado um estado fantoche apoiado pela Arábia Saudita.[56]

#### Emirados Árabes Unidos
- Iêmen – O Conselho de Transição do Sul às vezes é considerado um estado-fantoche que é apoiado pelos Emirados Árabes Unidos.[57][58]

### República Turca do Chipre do Norte

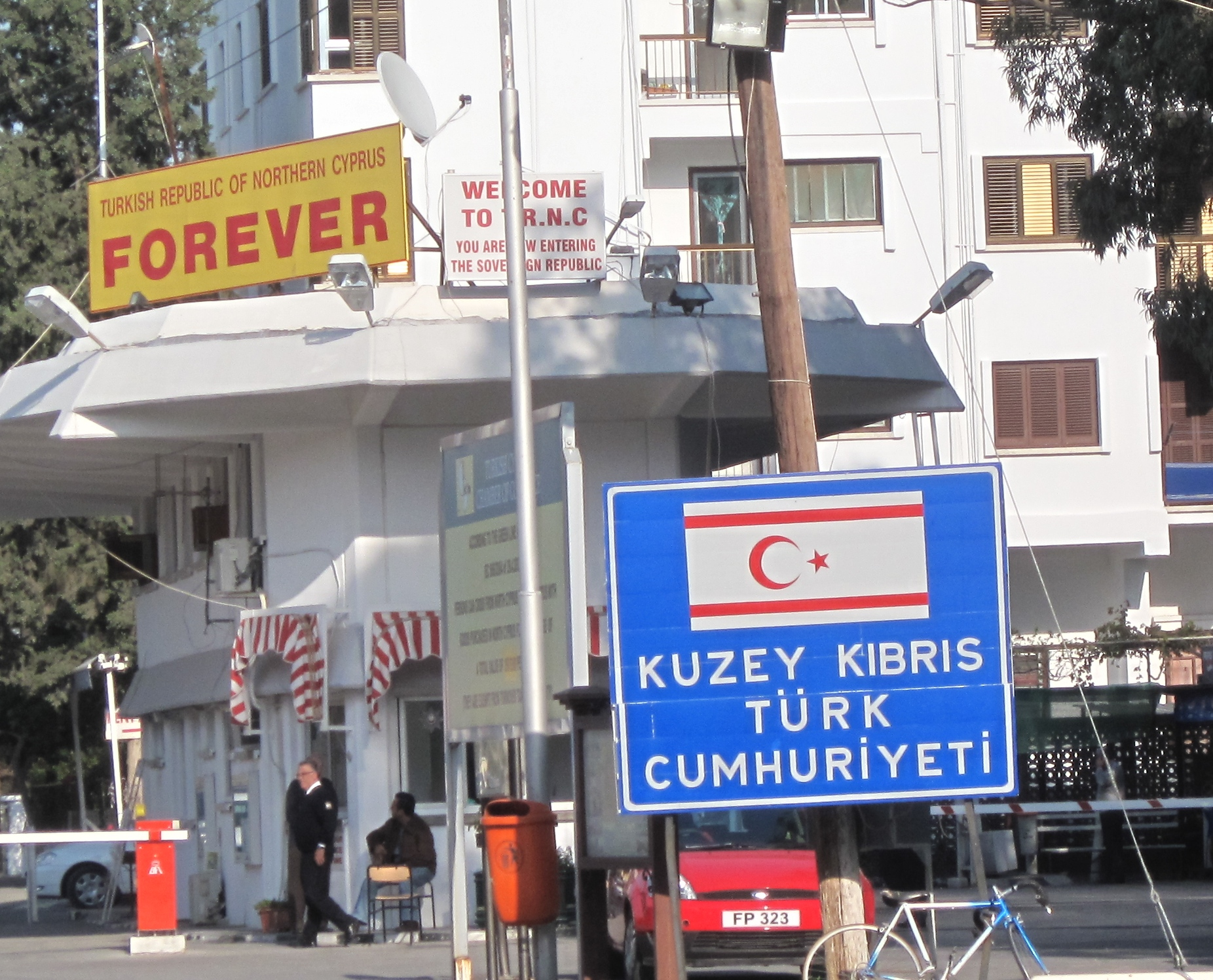
Chipre do Norte em 2009

- República Turca do Chipre do Norte – De acordo com o Tribunal Europeu dos Direitos Humanos, a República de Chipre continua a ser o único governo legítimo em Chipre, e a República Turca do Norte de Chipre deve ser considerada um Estado-fantoche sob o controlo efetivo turco.[59][60] O seu isolamento, a presença militar turca e a forte dependência do apoio turco significam que a Turquia tem um elevado nível de controlo sobre os processos de tomada de decisão do país. Isso levou alguns especialistas a afirmar que o país funciona como um Estado-fantoche eficaz da Turquia.[61][62][63] Outros especialistas, no entanto, salientaram a natureza independente das eleições e nomeações no Norte de Chipre e das disputas entre os governos cipriota turco e turco e concluíram que "Estado-fantoche" não é uma descrição precisa para o Norte de Chipre.[64][65]

### Bielorrússia
- Bielorrússia forma um Estado de União com a Rússia. Foi descrito como um estado fantoche russo ou russo de facto desde 2022, após o esmagamento dos protestos bielorrussos de 2020-2021 com a ajuda russa e a invasão russa da Ucrânia organizada a partir da Bielorrússia.[66][67][68][69] Esta descrição foi contestada pela oposição bielorrussa e pelo Verkhovna Rada (parlamento da Ucrânia), que, em vez disso, caracterizou a Bielorrússia como estando sob ocupação militar russa.[70][71]